# 恋人はセックス依存症
『恋人はセックス依存症』（こいびとはセックスいぞんしょう、Thanks for Sharing）は2012年のアメリカ合衆国のロマンティック・コメディ映画。監督はスチュアート・ブルムバーグ、出演はマーク・ラファロとティム・ロビンスなど。2012年9月に開催された第37回トロント国際映画祭で初上映された。
日本では劇場未公開だが、2013年11月2日にDVDが発売されている。

## ストーリー
セックス依存症に悩む独身男アダムと依存症嫌いの肉食系積極的美女フィービーとの恋愛模様を中心に、アダムのセラピー仲間らの姿をユーモアを交えて描く。

## キャスト
※括弧内は日本語吹替
- アダム: マーク・ラファロ - セックス依存症。5年間節制。
- マイク: ティム・ロビンス - 依存症を克服した男性。アダムらの世話役。
- フィービー: グウィネス・パルトロー（加良まゆみ） - アダムと恋に落ちた女性。運動と節制が好き。
- ニール: ジョシュ・ギャッド - 救急救命医。痴漢と自慰の依存症。
- ケイティ: ジョエリー・リチャードソン - マイクの妻。
- ダニー: パトリック・フュジット - マイクとケイティの息子。薬物依存症。
- ディーディー: アレシア・ムーア（野崎紘夢） - 薬物とセックスの依存症の女性。
- ロバータ: キャロル・ケイン - ニールの母親。
- ベッキー: エミリー・ミード - アダムのかつてのセフレの1人。
- チャールズ: イザイア・ウィットロック・Jr - マイクが世話をしている依存症の男性。
- マーゴ: ミカエラ・ワトキンス（安國愛菜） - アダムの仕事仲間。
- リリ・カザーニ: プールナ・ジャガナサン（英語版） - ニールの上司の女医。

## 作品の評価
Rotten Tomatoesによれば、批評家の一致した見解は「『恋人はセックス依存症』はいくつかの素晴らしい演技を披露しているが、その厄介な題材を充分に深く掘り下げて描いていないのは問題である。」であり、117件の評論のうち高評価は51%にあたる60件で、平均点は10点満点中5.60点となっている。
Metacriticによれば、38件の評論のうち、高評価は14件、賛否混在は21件、低評価は3件で、平均点は100点満点中54点となっている。